# Lilly Kilvert
Lilly Kilvert (* 14. Oktober 1950 als Elizabeth D. Kilvert in Providence, Rhode Island, Vereinigte Staaten) ist eine US-amerikanische Filmarchitektin.

## Leben und Wirken
Elizabeth „Lilly“ Kilvert erhielt ihre künstlerische Ausbildung an der New Yorker Lester Polokov School of Set Design. Anschließend knüpfte sie Kontakte zu Bühne und Film. Seit 1977 arbeitete sie als Filmarchitektin. Zunächst beteiligte sich Lilly Kilvert an der Herstellung mehrerer Außenseiter- und Erstlingsfilme von Regisseurinnen wie Claudia Weill, Susan Seidelman und Kathryn Bigelow.
Später entwarf sie auch die Filmbauten zu teuren Mainstreamproduktionen wie dem Wolfgang-Petersen-Thriller In the Line of Fire – Die zweite Chance, der Adaption von Arthur Millers Hexenjagd, dem Remake von Wim Wenders’ Der Himmel über Berlin, Stadt der Engel sowie den beiden Tom-Cruise-Großproduktionen Last Samurai und Operation Walküre – Das Stauffenberg-Attentat.
Für ihre Designs zu Legenden der Leidenschaft und Last Samurai erhielt Lilly Kilvert jeweils eine Oscarnominierung.

## Filmografie
- 1977: Alambrista (Alambrista!)
- 1978: Girlfriends (Girlfriends) (nur Produktionsleitung)
- 1978: Die andere Schwester (The Scenic Route)
- 1978: Rockers (Rockers)
- 1981: New York City Girl (Smithereens)
- 1982: Die Lieblosen (The Loveless)
- 1982: Der nackte Wahnsinn (Too Scared to Scream)
- 1984: Handgun – Der Waffennarr (Handgun)
- 1984: Der Volltreffer (The Sure Thing)
- 1985: Leben und Sterben in L.A. (To Live and Die in L.A.)
- 1986: Nicht jetzt, Liebling (Surrender)
- 1988: Drei Betten für einen Junggesellen (Worth Winning)
- 1989: Ich liebe Dich zu Tode (I Love You to Death)
- 1991: Late for Dinner – Eine zeitlose Liebe (Late for Dinner)
- 1992: Mein Vater – Mein Freund (Jack the Bear)
- 1993: In the Line of Fire – Die zweite Chance (In the Line of Fire)
- 1993: Legenden der Leidenschaft (Legends of the Fall)
- 1994: Strange Days
- 1995: Hallo, Mr. President (The American President)
- 1995: Hexenjagd (The Crucible)
- 1996: Das Attentat (Ghosts of Mississippi)
- 1997: Stadt der Engel (City of Angels)
- 1998: Ausnahmezustand (The Siege)
- 1999: An deiner Seite (The Story of Us)
- 2000: Heartbreakers – Achtung: Scharfe Kurven! (Heartbreakers)
- 2001: Das Tribunal (Hart’s War)
- 2003: Last Samurai
- 2006: Der rosarote Panther (The Pink Panther)
- 2008: Operation Walküre – Das Stauffenberg-Attentat (Valkyrie)
- 2010: Lope
- 2011: Luck (Pilotfolge der TV-Serie)
- 2013: The Kennedy Detail